# SN 2000dc
SN 2000dc – supernowa typu II odkryta 9 sierpnia 2000 roku w galaktyce E527-G19. W momencie odkrycia miała maksymalną jasność 16,90m.